# HMS Malaya (1915)
HMS Malaya là một thiết giáp hạm thuộc lớp Queen Elizabeth của Hải quân Hoàng gia Anh. Nó từng hoạt động trong cả Chiến tranh Thế giới thứ nhất lẫn thứ hai, từng có mặt trong trận Jutland, và tham gia nhiều hoạt động cho đến cuối năm 1944, khi nó được chuyển về làm nhiệm vụ huấn luyện. Malaya được cho tháo dỡ vào năm 1948.

## Thiết kế và chế tạo
Malaya được chế tạo tại xưởng tàu của hãng Armstrong Whitworth ở High Walker và được hạ thủy vào tháng 3 năm 1915. Tên của nó được đặt nhằm tôn vinh Liên hiệp các tiểu bang Malay ở Malaya thuộc Anh, khi chính phủ này đã cung cấp ngân quỹ cho việc chế tạo con tàu.

## Lịch sử hoạt động

### Chiến tranh Thế giới thứ nhất
Trong Chiến tranh Thế giới thứ nhất, Malaya phục vụ trong Hải đội Thiết giáp hạm 5 dưới quyền Đô đốc Hugh Evan-Thomas trực thuộc Hạm đội Grand. Nó tham gia trận Jutland vào ngày 31 tháng 5 năm 1916, nơi nó bị bắn trúng tám lần và chịu đựng những hư hại và tổn thất nhân mạng đáng kể. Có tổng cộng 65 chết hoặc tử thương trong và ngay sau trận đánh. Trong số những người bị thương có Willie Vicarage, được ghi nhận là một trong những người đầu tiên được tái tạo mặt nhờ những kỹ thuật giải phẫu thẩm mỹ mang tính đột phá của Sir Harold Gillies.
Năm 1922, Malaya đưa vị Sultan cuối cùng của Đế quốc Ottoman Mehmed VI đi lưu đày.

### Chiến tranh Thế giới thứ hai

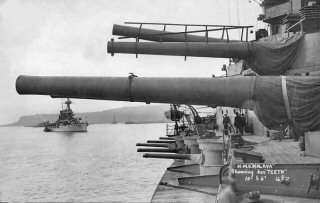
Các khẩu pháo 381 mm (15 inch) của các tháp pháo A và B xoay qua mạn phải, và các khẩu pháo 152 mm (6 inch) trên các tháp súng thân bên dưới, khoảng năm 1920.

Trong Chiến tranh Thế giới thứ hai, Malaya phục vụ tại Địa Trung Hải từ năm 1940, hộ tống các đoàn tàu vận tải cùng các hoạt động chống lại Hạm đội Italy. Trong một lần, sự hiện diện của nó trong một đoàn tàu vận tải đã đủ làm nản lòng các tàu chiến cướp tàu buôn Đức Scharnhorst và Gneisenau khiến chúng chấp nhận rút lui hơn là chịu nguy cơ hư hại nếu tấn công.
Malaya bị hư hại bởi một quả ngư lôi phóng từ tàu ngầm Đức U-106 lúc 23 giờ 23 phút ngày 20 tháng 3 năm 1941. U-106 đã tấn công theo bóng một chiếc tàu buôn bằng một loạt hai quả ngư lôi phía mũi trong điều kiện trời tối bên mạn trái của đoàn tàu vận tải SL-68 ở vị trí cách 250 dặm về phía Tây Bắc mũi quần đảo Verde. Thuyền trưởng Jürgen Oesten, Huân chương Chữ thập Hiệp sĩ (Knight Cross), chỉ huy của chiếc tàu ngầm, nghe thấy hai tiếng nổ lúc 2 phút 37 giây và 3 phút 35 giây sau khi phóng. Một quả ngư lôi đã làm hư hại Malaya và quả kia trúng chiếc Meerkerk. Malaya trúng phải ngư lôi bên mạn trái, gây thiệt hại đáng kể, khi nước ngập một số khoang làm con tàu bị nghiêng 7 độ, nhưng nó đã có thể đi đến Trinidad an toàn. Sau khi được sửa chữa tạm thời, con tàu tiếp tục đi đến xưởng hải quân New York, nơi nó vào ụ tàu trong bốn tháng.
Vào ngày 9 tháng 7 năm 1941, dưới sự chỉ huy của Thuyền trưởng, Đại tá Hải quân Cuthbert Coppinger, chiếc thiết giáp hạm rời New York chạy thử máy, rồi đi đến Halifax thuộc Nova Scotia để bảo vệ cho một đoàn tàu vận tải khẩn cấp. Trong chuyến đi vượt Đại Tây Dương lần này không có con tàu nào bị mất, và Malaya về đến Rosyth vào ngày 28 tháng 7 năm 1941. Sau đó Malaya hộ tống các đoàn tàu vận tải từ Anh đến Malta và Cape Town cho đến mùa Hè năm 1943. Malaya được rút khỏi hoạt động thường trực trên tuyến đầu vào cuối năm 1944 và được đưa về lực lượng dự bị, hoạt động như một tàu huấn luyện cho một trường ngư lôi. Được bán cho Metal Industries vào ngày 20 tháng 2 năm 1948, nó được đưa đến Faslane vào ngày 12 tháng 4 năm 1948 để tháo dỡ.
Quả chuông của con tàu hiện đang được trưng bày tại East India Club, London.